# NGC 7674
NGC 7674 ist eine aktive Balken-Spiralgalaxie mit ausgedehnten Sternentstehungsgebieten vom Hubble-Typ SBbc im Sternbild Pegasus am Nordsternhimmel. Sie ist schätzungsweise 394 Millionen Lichtjahre von der Milchstraße entfernt und hat einen Durchmesser von etwa 130.000 Lichtjahren. Gemeinsam mit PGC 71505 (NGC 7674A) bildet sie das wechselwirkende Galaxienpaar Arp 182 und zusammen mit NGC 7675 und PGC 71507 das Galaxienquartett HCG 96.
Halton Arp gliederte seinen Katalog ungewöhnlicher Galaxien nach rein morphologischen Kriterien in Gruppen. Diese Galaxie gehört zu der Klasse Galaxien mit schmalen Filamenten.
Im September 2017 wurde hier ein doppeltes supermassives Schwarzes Loch mit Hilfe der Very Long Baseline Interferometry (VLBI) beobachtet. Hierbei handelt es sich um zwei einander im Abstand von 1,1 Lichtjahren umkreisende Objekte mit einer Gesamtmasse von 36 Millionen Sonnenmassen.
Das Objekt wurde am 16. August 1830 von John Herschel entdeckt.